# Marcel Dries
Marcel Dries (Berchem, 1929. szeptember 19. – Antwerpen, 2011. szeptember 27.) belga labdarúgóhátvéd.
A belga válogatott tagjaként részt vett az 1954-es labdarúgó-világbajnokságon.